# Jože Mencinger

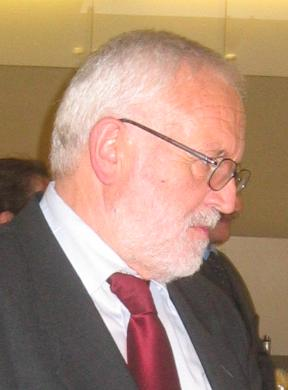
Jože Mencinger, 2007

Jože Mencinger (* 5. März 1941 in Jesenice, Königreich Jugoslawien; † 26. August 2022) war ein slowenischer Ökonom und Politiker.

## Leben
Von Mai 1990 bis Mai 1991 war Mencinger Wirtschaftsminister der SR Slowenien. Damals gehörte er dem Sozialdemokratischen Bund Sloweniens an. 1992 wurde er Mitglied der Demokratischen Partei Sloweniens. Von 2001 bis 2004 war er Rektor der Universität Ljubljana. Fünf Jahre lang war er Mitglied im Staatsrat. Bei der Europawahl 2014 war er Spitzenkandidat der Partei Pozitivna Slovenija, die jedoch den Einzug ins Europäische Parlament verfehlte.
Er war ordentlicher Professor am Lehrstuhl für Rechts- und Wirtschaftswissenschaften der Juristischen Fakultät der Universität Ljubljana.
Mencinger starb am 26. August 2022 im Alter von 81 Jahren.